# 卡特帕尔
卡特帕尔（Katpar），是印度古吉拉特邦Bhavnagar县的一个城镇。总人口7043（2001年）。

## 人口
该地2001年总人口7043人，其中男性3554人，女性3489人；0—6岁人口1463人，其中男744人，女719人；识字率34.01%，其中男性为50.06%，女性为17.66%。